# Proceratium colombicum
Proceratium colombicum (лат.) — вид мелких муравьёв из подсемейства Proceratiinae (Formicidae). Эндемики Колумбии.

## Распространение
Южная Америка. Колумбия.

## Описание
Мелкие муравьи с загнутым вниз и вперёд кончиком брюшком (длина рабочих 2,82; длина глаз составляет 0,05 мм). От близких видов отличается следующими признаками: голова и мезосома только гранулированная(без сетчато-ямчатой формы); брюшко полностью скульптированное; проподеальный спуск узкий и высокий; верх проподеума покрыт только короткими волосками. Средние голени без гребенчатых шпор. Нижнечелюстные щупики 3-члениковые, нижнегубные щупики состоят из 2 сегментов.  Окраска красновато-коричневая. Предположительно, как и другие близкие виды охотятся на яйца пауков и других членистоногих.

## Классификация
Относится к группе видов из клады Proceratium micrommatum вместе с Proceratium brasiliense, Proceratium catio.